# Lycaena virgaureae
Lycaena virgaureae  é uma espécie de borboleta presente na Europa. Os machos desta espécie apresentam coloração laranja-avermelhada intensa. As fêmeas possuem asas laranjas com regiões escurecidas. Costuma habitar regiões de altitude.

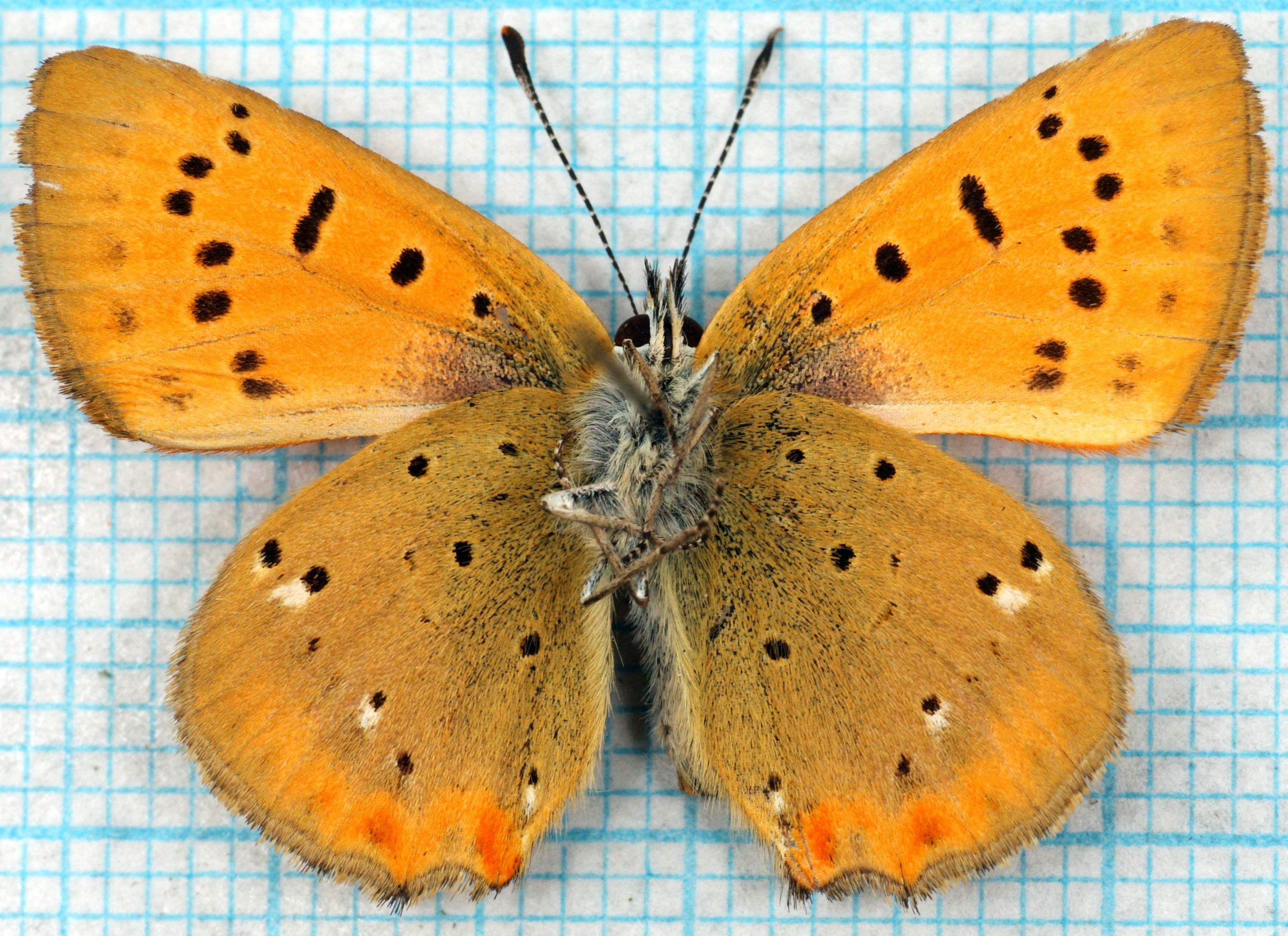
♂